# Filip Kljajić
Filip Kljajić (Belgrád, 1990. augusztus 16. –) szerb válogatott labdarúgó.

## Klub
A labdarúgást a FK Hajduk Beograd csapatában kezdte. Később játszott még a FK Metalac Gornji Milanovac, a FK Rad és a FK Partizan csapatában. 2015-ben és 2017-ben szerb bajnoki címet szerzett.

## Nemzeti válogatott
2016-ban debütált a szerb válogatottban.

## Statisztika
| Szerb válogatott | Szerb válogatott | Szerb válogatott |
| Időszak          | Mérk.            | gól              |
| ---------------- | ---------------- | ---------------- |
| 2016             | 1                | 0                |
| Összesen         | 1                | 0                |